# Rám nắng

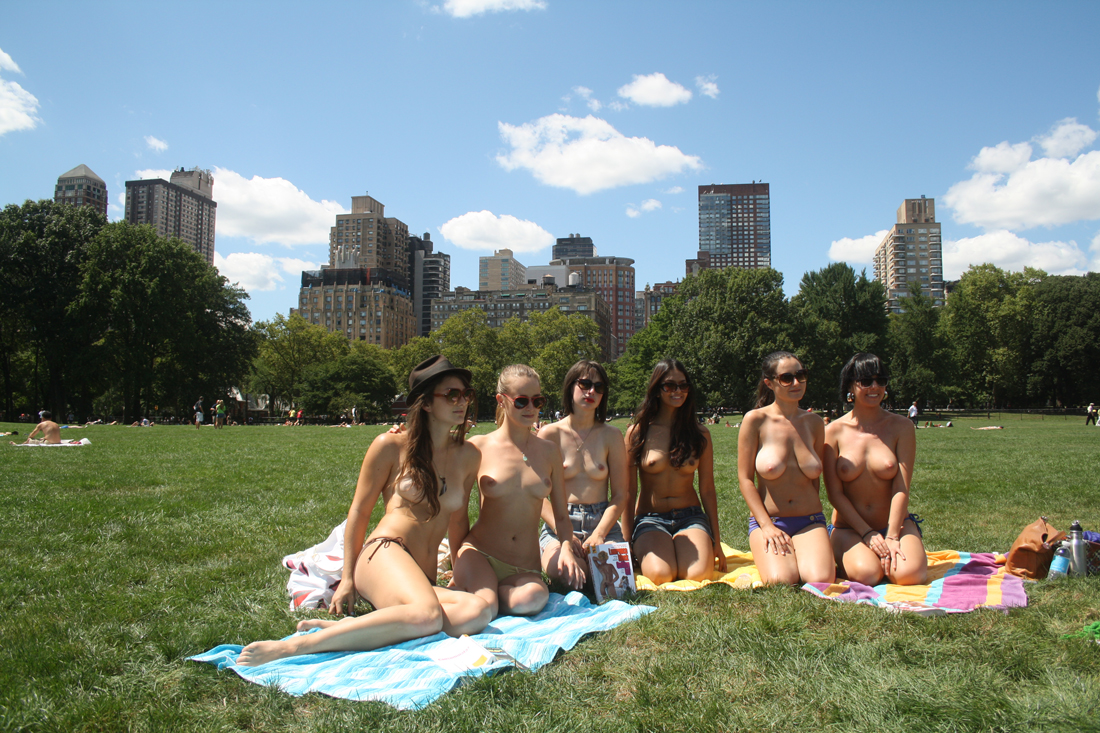
Hình ảnh các cô gái đang để ngực trần để tắm nắng ở công viên

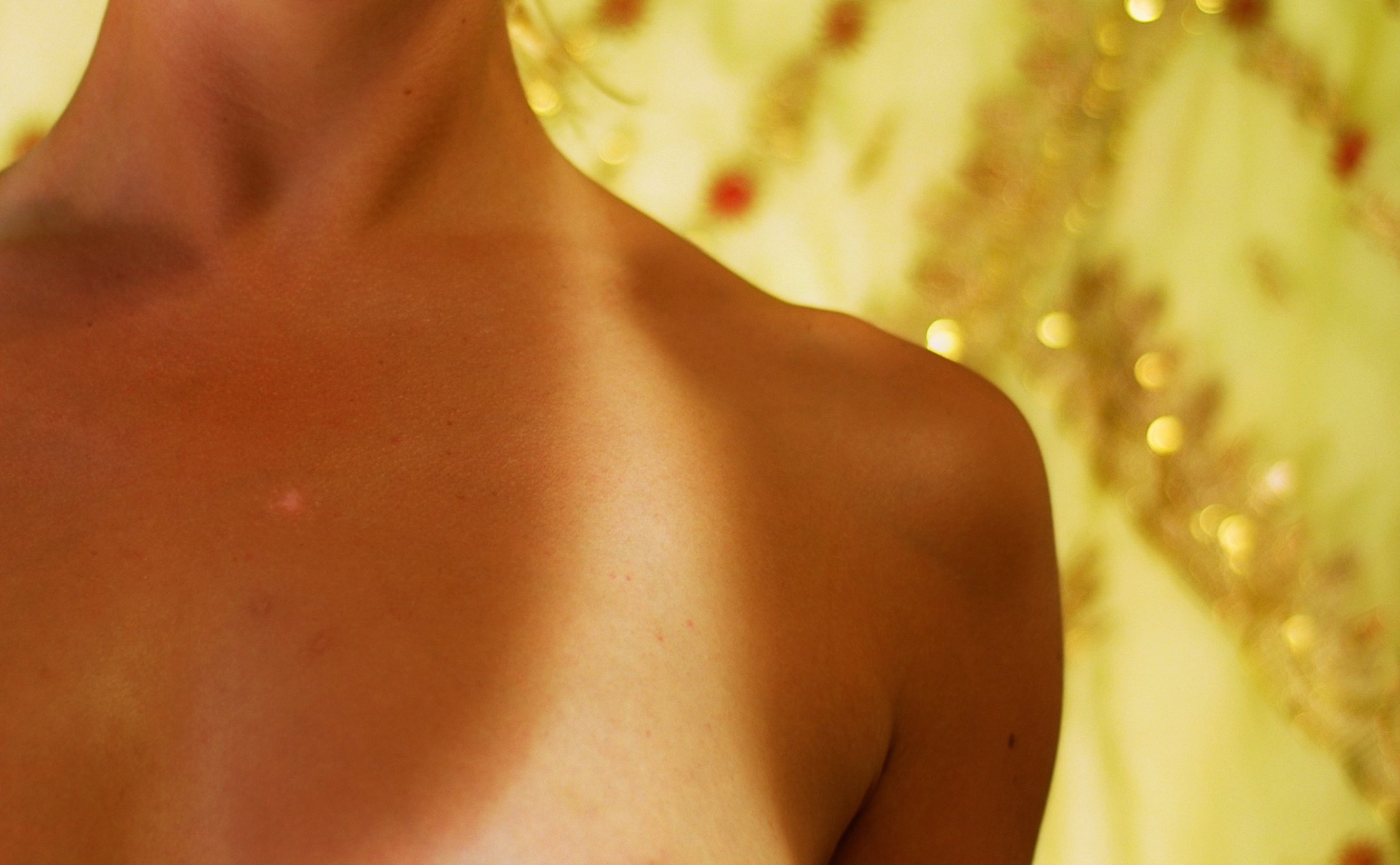
Làn da rám nắng trên ngực, phần có màu trắng hơn là do được quần áo che phủ

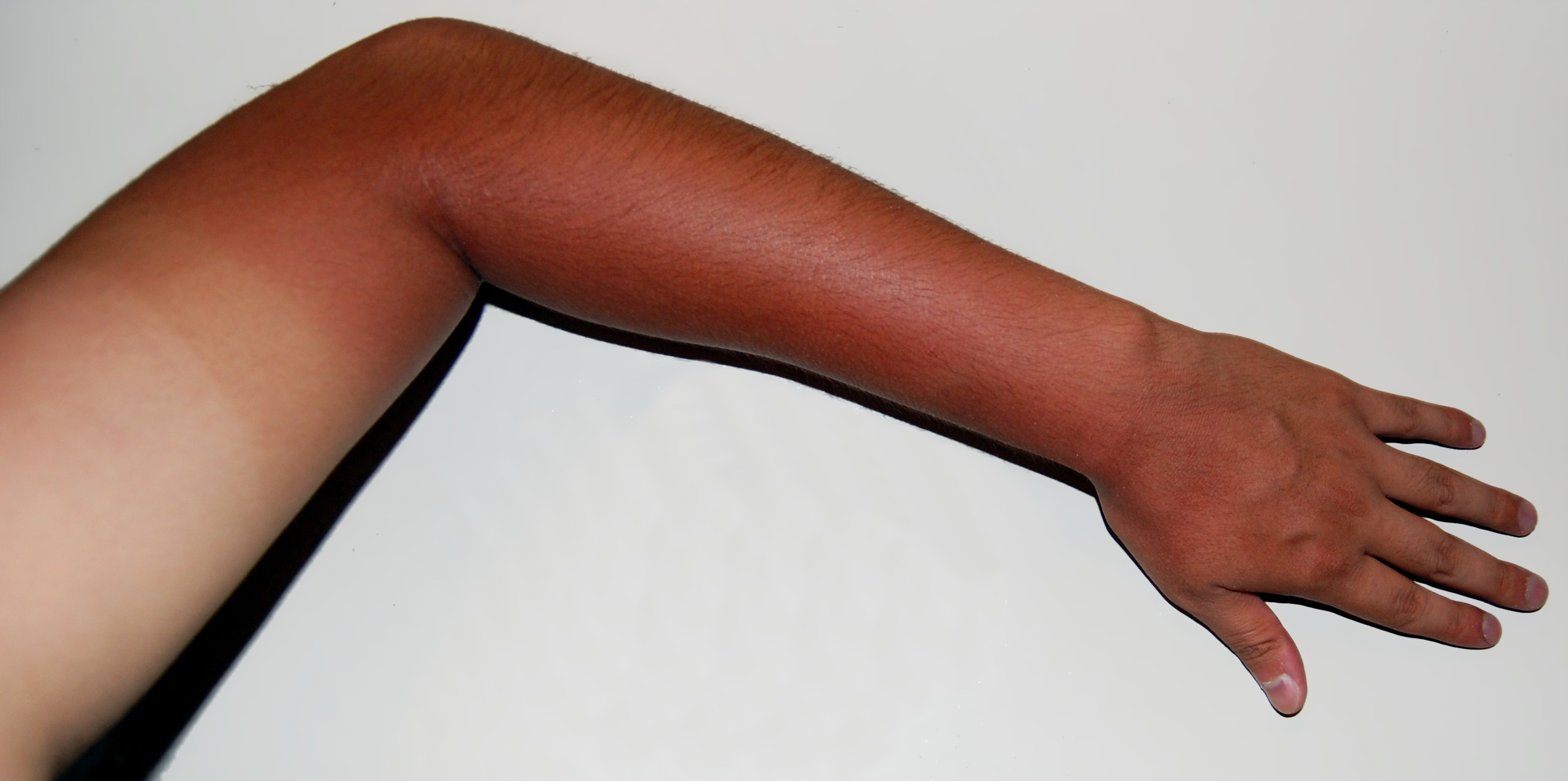
Vùng da cánh tay rám nắng, màu nâu hơn hẳn so với da bắp tay

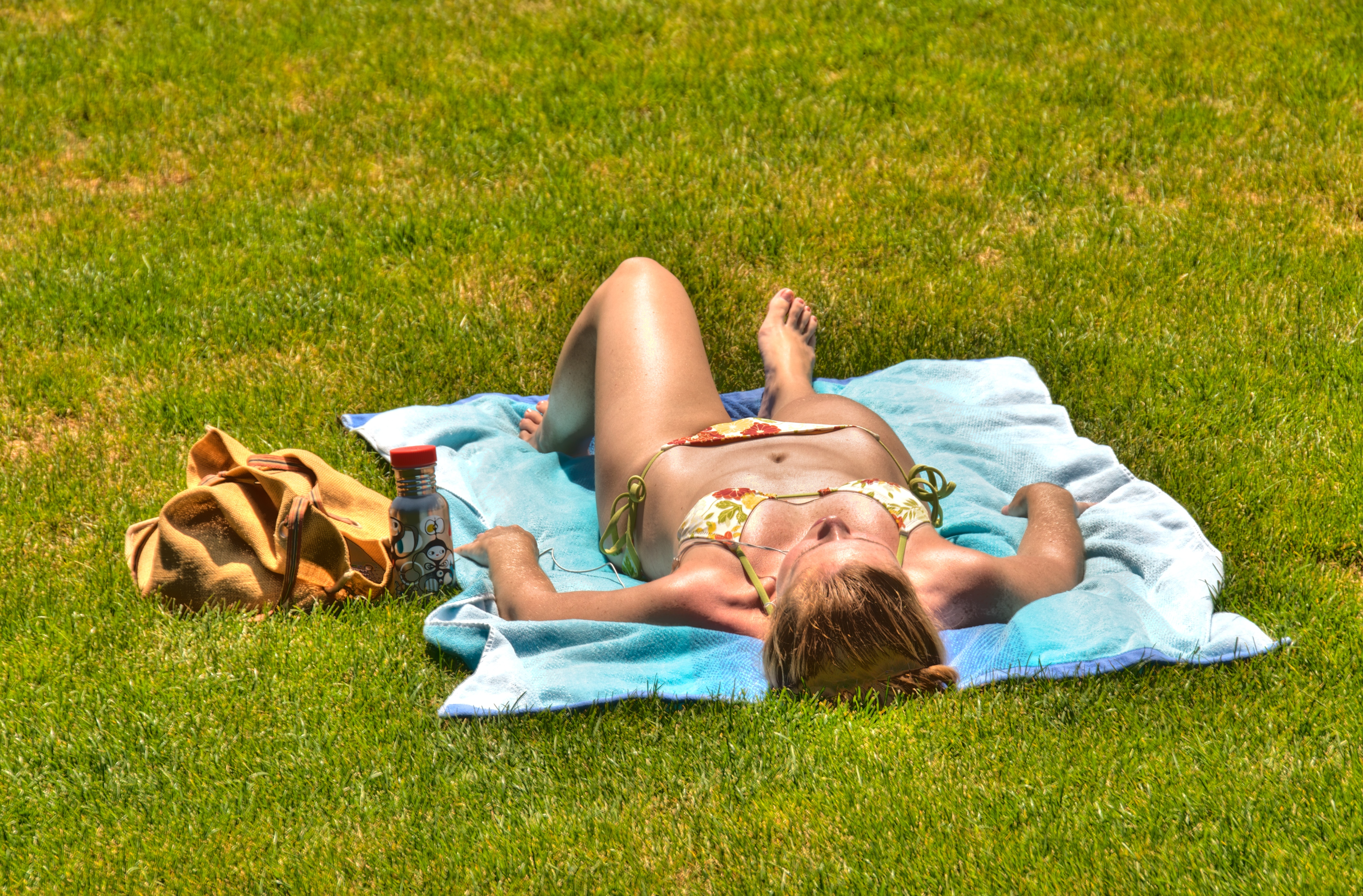
Tắm nắng để rám nắng

Rám nắng là hiện tượng màu da bị đen sạm đi, kết quả của việc tiếp xúc với tia tử ngoại từ bức xạ Mặt Trời hay các nguồn nhân tạo như máy làm rám da. Nhiều người tắm nắng để có một làn da rám bóng khỏe, cũng như kích thích cơ thể sản sinh vitamin D. Tuy vậy, việc tắm nắng quá nhiều và quá lâu có thể gây hại cho da, như bị cháy nắng hoặc thâm chí ung thư da.

## Hình ảnh

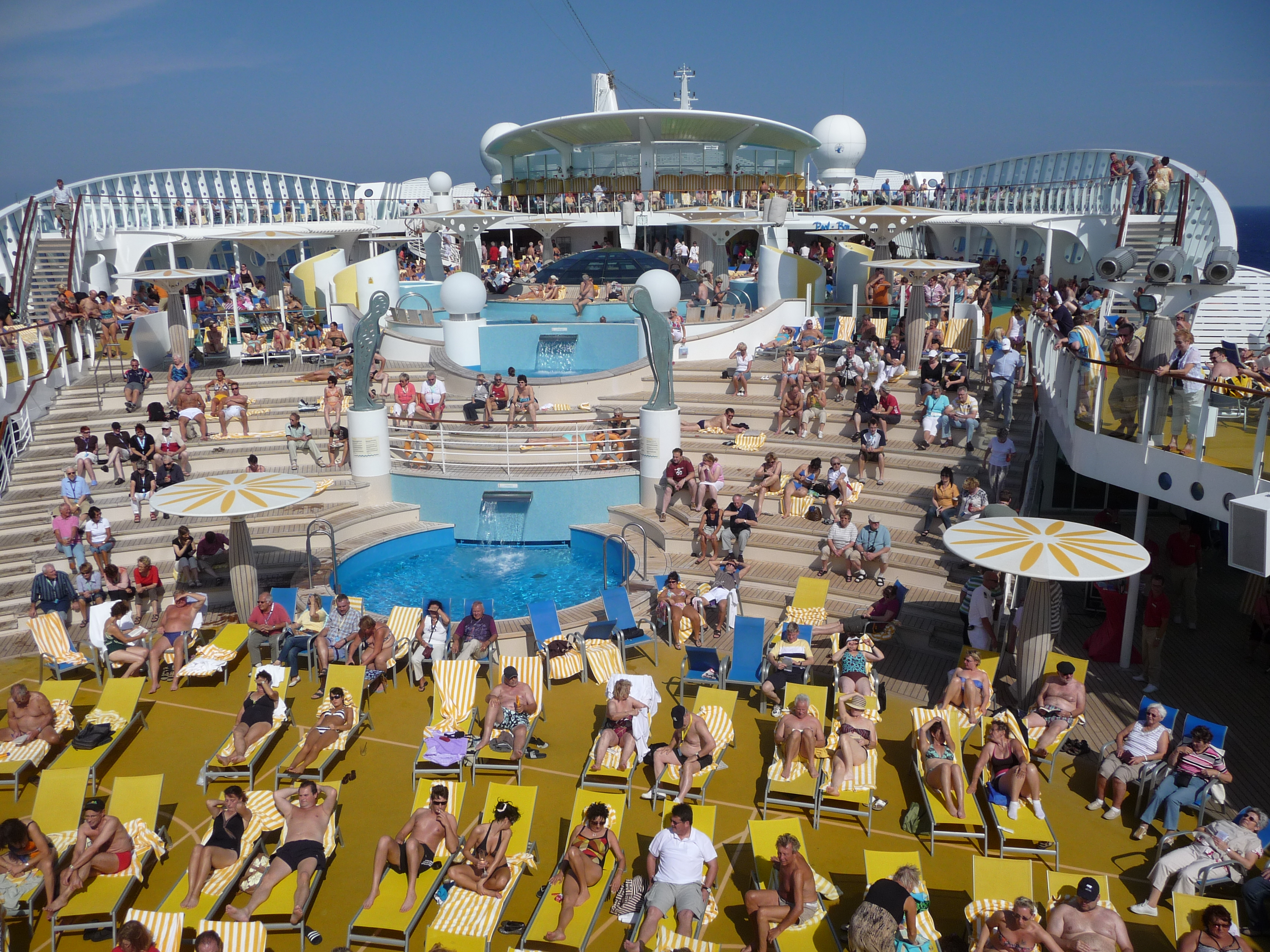
Tắm nắng trên tàu
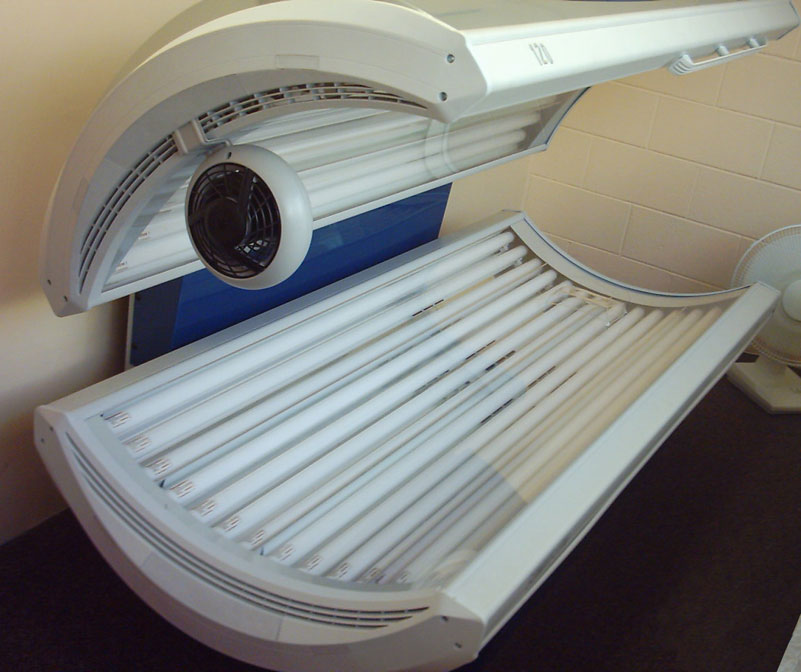
Máy làm rám da